# بونينال
بونينال بلدية في ولاية باهيا في المنطقة الشمالية الشرقية من البرازيل.